# Krüsel

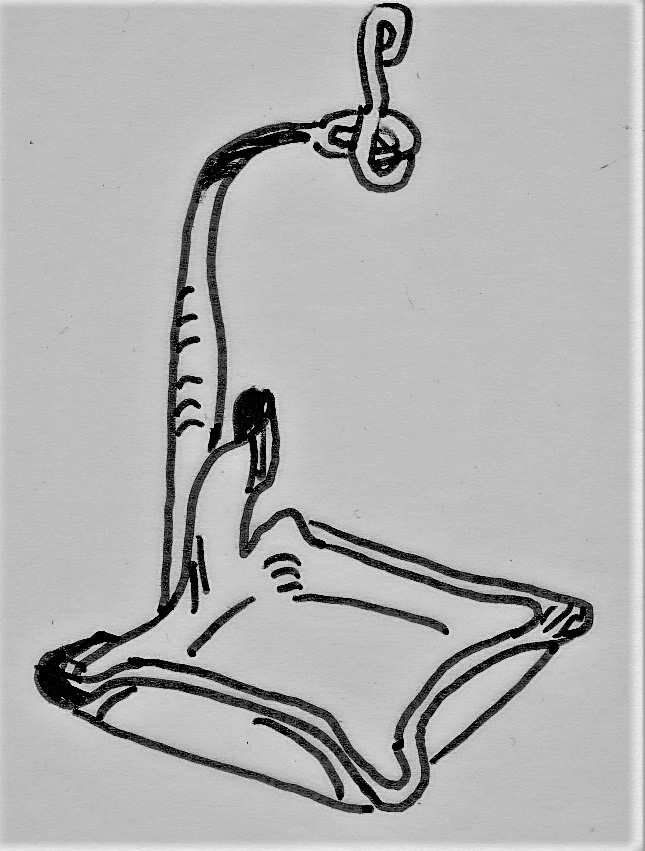
Krüsel mit doppelter Ölschale, Norddeutsch, 19. Jahrhundert.

Der Krüsel oder „Kruisel“ ist eine in weiten Teilen Norddeutschlands sowohl im Platt als auch in der Hochsprache gebräuchlich gewesene und heute noch in der volkskundlichen Sachforschung übliche Bezeichnung für bestimmte Öllampen aus Blech.

## Etymologie
Krüse ist das niederdeutsche Wort für „Falte“ (Runzel, gebügelte Kleiderfalte, vgl. Krause, kräuseln, kross, Gekröse). Nebenbedeutungen von Krüsel: Im übertragenen Sinne „träger, langweiliger Mensch“, einen Krüsel haben (betrunken sein). Zusammensetzungen: Krüselhalter (siehe unten); Krüselschere (Brennschere zum Ondulieren der Locken).

## Form und Gebrauch
In seiner einfachsten Form bestand der Krüsel aus einem rechteckigen Eisen- oder Messingblech, dessen Seiten nach oben schräg abgekantet wurden, so dass sich an den spitz gefalteten Ecken der mit Öl zu füllenden Schale vier Schnaupen bildeten, in die Dochte aus Binsen oder Textilfasern eingelegt werden konnten. Zweischalige Varianten verhinderten das Heruntertropfen überlaufenden und an der Dochtschnaupe herabrinnenden Öls. An einem seitlich montierten Blechstreifen konnte der Krüsel aufgehängt werden.
Brennstoff war vom 17. bis 19. Jahrhundert der aus Walspeck gewonnene Tran (vgl. Tranfunzel), im 19. Jahrhundert auch „Brennöl“ (=raffiniertes Rüböl). Mit dem Aufkommen von Petroleum als Leuchtmittel und der technischen Verbesserung von Öllampen seit der ersten Hälfte des 19. Jahrhunderts kam die älteste Krüselform auch auf dem Lande weitgehend außer Gebrauch. Weiter entwickelte Lampenformen waren dann mit geschlossenen Ölbehältern und röhrenförmigen Dochtführungen ausgestattet. Umgangssprachlich wurden auch sie weiter als „Krüsel“ benannt.
Wichtiges Zubehör war der metallene oder hölzerne Krüselhalter. Ähnlich einem Kesselhaken bestand er aus zwei Zahnstangen, die gegeneinander verschiebbar in beliebiger Höhe arretiert werden konnten. Von der Decke oder an einem schwenkbaren Ausleger (Wendehaken) hängend, auch auf dem Boden stehend, wurde an ihm der Krüsel in zweckmäßiger Höhe positioniert.